# Pseudostenophylax mimicus
Pseudostenophylax mimicus är en nattsländeart som beskrevs av Banks 1940. Pseudostenophylax mimicus ingår i släktet Pseudostenophylax och familjen husmasknattsländor. Inga underarter finns listade i Catalogue of Life.